# Pański Potok (dopływ Bystrzanki)
Pański Potok (Jarominów Potok) – potok będący dopływem Bystrzanki. Spływa z południowo-wschodnich zboczy Pasma Policy w Beskidzie Żywieckim i jego zlewnia w całości znajduje się w obrębie miejscowości Sidzina i Bystra Podhalańska.
Pański Potok ma źródła na zboczach Naroża i Soski. Najwyżej położone z nich znajdują się na wysokości około 880 m. Spływa początkowo w południowo-wschodnim kierunku pomiędzy grzbietami Naroża  i Soski, niżej zakręca w kierunku wschodnim i w miejscowości Bystra Podhalańska uchodzi do Bystrzanki. Następuje to na wysokości około 480 m w miejscu o współrzędnych 49°37′45″N 19°45′13″E/49,629167 19,753611.
W niektórych publikacjach i bazach danych Pański Potok traktowany jest jako dopływ Sidzinki i dopiero ona uchodzi do Bystrzanki.